# VUAA1
VUAA1是一种昆虫嗅觉共受体激动剂型驱虫剂。由美国范德比尔特大学与比尔及梅琳达·盖茨基金会部分资助下发现。
VUAA1被认为是通过强力刺激昆虫嗅觉受体来实现驱虫效果，且效力约为避蚊胺的1000倍，并可能导致“开创一个强大的新驱虫剂类型，用于消灭有害昆虫、农业害虫和病媒等的破坏行为”。
VUAA1还展示出刺激蚊子精子活力的特性，从而表明蚊子的嗅觉和繁殖之间的联系。